# 長岡千夏
長岡 千夏（ながおか ちなつ、Chinatsu Nagaoka　旧姓・森、1974年6月19日 - ）は、テレビ長崎の元アナウンサー。

## 来歴・人物
長崎県長崎市出身。長崎大学経済学部卒業後、1997年テレビ長崎に入社。同年の夏の『FNSの日』でテレビ長崎代表として参加。全国フリースロー選手権大会で決勝戦まで進出したものの、あと一歩で無念の敗退。悔し涙を流してしまいダウンタウンの浜田雅功に気付かれる。その後は優勝した当時福島テレビアナウンサーの荒井律と共に握手で同コーナーを締めくくった（荒井から握手を求めに行った）。
アナウンサーを目指したきっかけは「子供の頃の夢」として、または「テレビみゅーで」のインタビューに応じ抜擢した。
時々、部署異動して実務にも急遽務め、アナウンサーに復帰。2011年3月まで製作部、同4月より報道部アナウンサー兼記者を経て、2012年10月より製作部に復帰。

## 担当番組
2015年現在、定時の担当番組はなく、主に番組ディレクター業務が中心で、まれにローカルニュースを担当することもある。

## 過去の担当番組
- めざましテレビ中継（2001年10月10日 - 2004年3月）

同番組の中継を2年半にわたり担当。最初の中継と最後の中継をそれぞれ、前任の松永友幸、後任の吉井誠と引継ぎを行った（前者はハウステンボスでのお別れの挨拶、後者は初登場でタコ漁に挑戦した）。
- KTNスーパーニュースキャスター
- さだまさしドラマスペシャル・故郷 〜娘の旅立ち〜
- できたてGopan（テレビ長崎 2008年 9月28日～2011年3月26日）